# Coloration de Dieterle

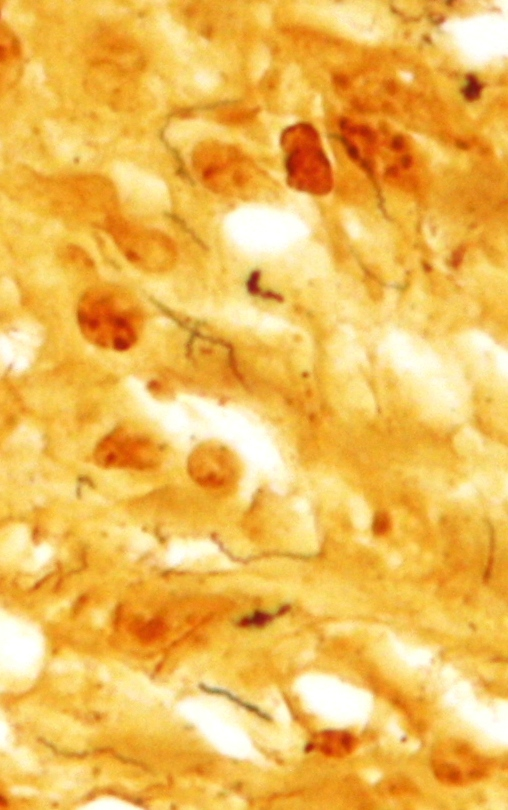
Coloration de Dieterle montrant T. pallidum, bactérie responsable de la syphilis.

La coloration de Dieterle  (ou coloration à l'argent de Dieterle) est une coloration d'imprégnation argentique (à base de sel d'argent) utilisée pour marquer certains tissus biologiques pour faciliter leur examen microscopique. C'est une variante améliorée de la coloration de Warthin-Starry

## Utilisation
Il est notamment utilisé pour mieux repérer certains parasites ou pathogènes, par exemple ceux qui causent :
- la maladie des griffes du chat (Bartonella henselae)
- la syphilis (Treponema pallidum)
- la maladie de Lyme (Borrelia burgdorferi) [2],[3]
- la légionelle ou « maladie du légionnaire » (Legionella pneumophila)[4],[5]
- la tuberculose (Mycobacterium tuberculosis)[6]
- la donovanose (Klebsiella granulomatis)[7]

## Illustrations

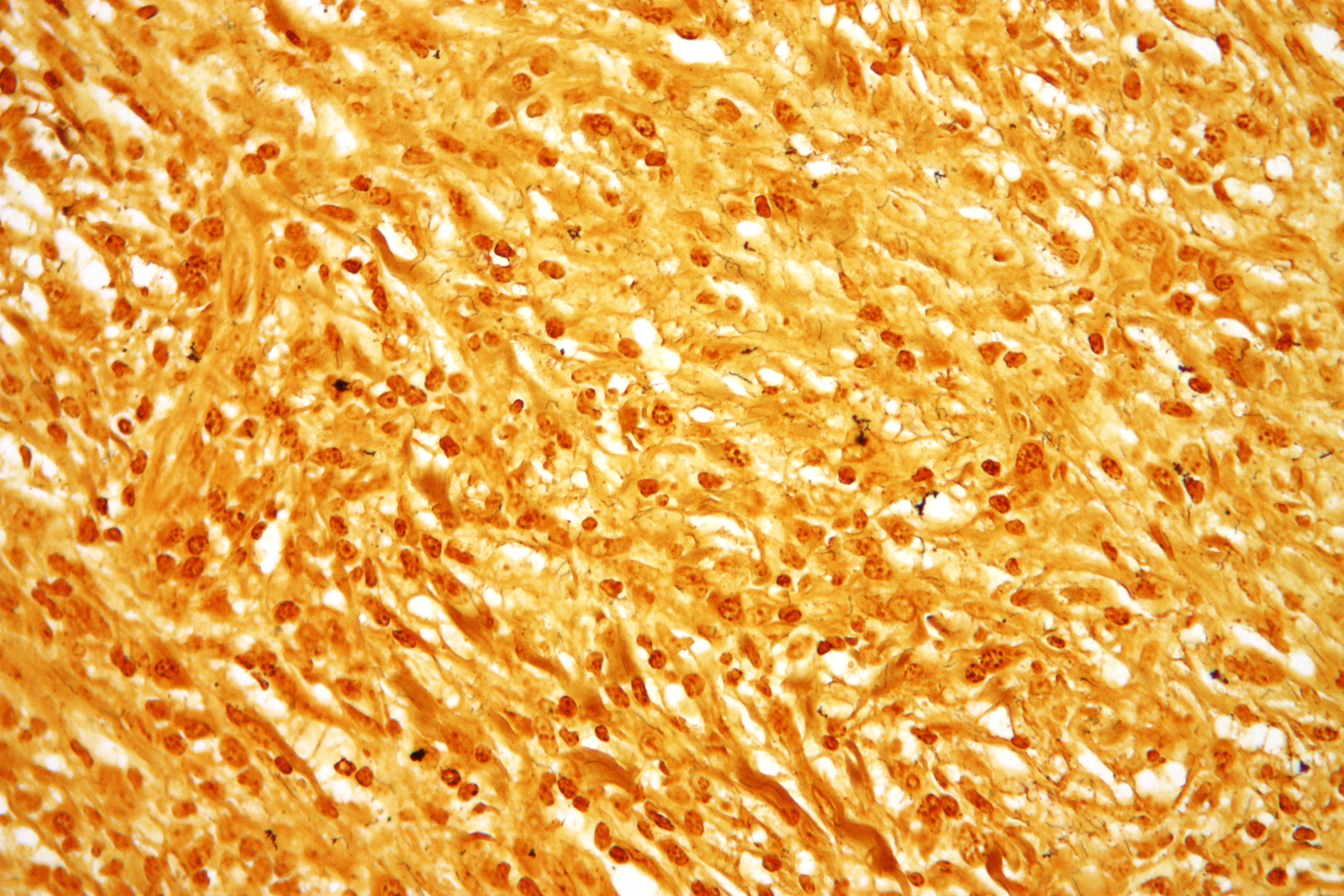